# المرصد الوطني للأمراض الجديدة والمستجدة
المرصد الوطني للأمراض الجديدة والمستجدة هو مؤسسة عمومية تونسية أسست في 19 ديسمبر 2005 وتقع تحت إشراف وزارة الصحة التونسية. يهدف المرصد أساسا لدعم المراقبة الوبائية في مجال ترصد الأمراض الجديدة والمستجدة وتحديد أنجع السبل للحد من خطورتها.

## المهام
تتمثل مهام المرصد في:
- جمع المعطيات المتعلقة بالأمراض الجديدة والمستجدة وتحليلها قصد مزيد إحكام النظام الإجرائي لاتخاذ القرارات في ميدان الوقاية من هذه الأمراض.
- إرساء نظم معلومات خصوصية كفيلة بتدعيم القدرات في مجال الاكتشاف المبكر للأمراض الجديدة والمستجدة والإشعار السريع عنها والتحري بشأنها.
- تأمين متابعة الحالة الوبائية للأمراض ذات الانتشار السريع على المستوى العالمي لتفادي خطر تسربها عبر الحدود أو الحد منها.
- القيام بأعمال بحث ودراسات وإصدار نشرية علمية في ميدان الأمراض الجديدة والمستجدة.
- تنظيم دورات تكوينية لفائدة الفرق الصحية قصد تحسين كفاءاتهم في مجال علم الوبائيات الميداني والوقاية من الأمراض الجديدة والمستجدة.
- العمل على التشخيص السريع لنوع الجرثومة المسؤولة في حالة ظهور مرض جديد أو مستجد ذي مصدر خمجي وذلك ببعث شبكة عملياتية للتشخيص الميكروبيولوجي للأمراض الخمجية تعتمد على مجموعة من المخابر المتخصصة والمرتبطة بالمرصد لغاية تأمين دور اليقظة الميكروبيولوجية والتدخل في التحريات عند حصول تفش وبائي.
- العمل على تركيز أنظمة معلومات ذات طابع جغرافي تعتني بالمعطيات البيئية والمناخية قصد تأمين متابعة العوامل المتداخلة والمتفاعلة مع حركية الحيوانات الخازنة والحشرات الناقلة للأمراض الجديدة والمستجدة.
- جمع المعطيات والقيام بدراسات حول بعض العادات والأنماط الاجتماعية المستجدة.
- العمل على نشر المعلومات في ميدان الأمراض الجديدة والمستجدة وتركيز نظم معلومات وقواعد معطيات.
- المساهمة في دعم التكوين في ميدان علم الوبائيات الميداني.

## المدراء العامون
- منذ 2013 على الأقل[2] - 2018: نصاف بن علية
- 12 مارس 2018 - الآن: نصاف بن علية[3]

## التنظيم
يتكون المرصد الوطني للأمراض الجديدة والمستجدة من:
- المديرية العامة
- المجلس الإداري
- المجلس العلمي

### المديرية العامة
يسير المرصد مدير عام، يساعده في عمله عدة الإدارات التالية:
- إدارة اليقظة الصحية
  - الإدارة الفرعية لليقظة الوبائية
  - الإدارة الفرعية لليقظة الدولية والتشخيص والاستقصاء المخبري الجرثومي الميداني
- إدارة اليقظة البيئية والاتصال والتكوين
  - الإدارة الفرعية لليقظة البيئية
  - الإدارة الفرعية للاتصال والتكوين
- مصلحة الوسائل ونظم المعلومات
- مصلحة الشؤون الإدارية والمالية

### المجلس الإداري
يساعد المدير العام إداريا المجلس الإداري الذي يتكون من ممثلين عن عدة وزارات متدخلة في مجال عمل المرصد.

### المجلس العلمي
يساعد المدير العام في مهام الإعلام والتكوين والتوثيق والدراسات مجلس علمي يتركب من:
- المدير العام للمرصد (رئيس)

أعضاء:
- المدير العام للصحة العمومية
- المدير العام للوكالة الوطنية للرقابة الصحية والبيئية للمنتجات
- المدير العام للوكالة الوطنية لحماية المحيط
- المدير العام لمعهد باستور
- المدير العام للمصالح البيطرية بوزارة الفلاحة
- المدير العام لمعهد البحوث البيطرية
- المدير العام لمركز تونس الدولي لتكنولوجيا البيئة
- المدير العام للمعهد الوطني للإحصاء
- المدير العام للمعهد الوطني للبحوث الزراعية بتونس
- المدير العام للمعهد الوطني للرصد الجوي
- المدير العام للمركز الوطني لرسم الخرائط والاستشعار عن بعد
- رئيس المجلس الوطني لعمادة الأطباء
- رئيس المجلس الوطني لعمادة الصيادلة
- عميد كلية الطب بتونس
- مدير المدرسة الوطنية للطب البيطري بسيدي ثابت
- مدير الرعاية الصحية الأساسية بوزارة الصحة
- مدير حفظ صحة الوسط وحماية المحيط بوزارة الصحة
- مدير وحدة الصيدلة والدواء بوزارة الصحة
- مدير وحدة مخابر البيولوجيا الطبية بوزارة الصحة
- مدير الطب المدرسي والجامعي بوزارة الصحة

## روابط خارجية
- الموقع الرسمي للمرصد.